# Анивский пляж
Анивский пляж — пляжи на территории города Анива, Анивский район на юге Сахалинской области.
Песчаная береговая полоса простирается в вершине залива Анива и в бухте Лососей на 33 км, от устья реки Сусуя до подножья горы Бачинская. Собственно оборудованный пляж находится на территории города Анива и расположен почти в 40 км от областного центра, г. Южно-Сахалинск. Анивский пляж старейший на Сахалине и один из самых многолюдных и популярных пляжей российского побережья Охотского моря. Перед пляжем имеется автостоянка, заезжать на пляж на автомобиле нельзя. Пляж оборудован лежаками, раздевалками, биотуалетами. Работает кафе. Добраться до него можно и на маршрутках с областного вокзала. Во время купального сезона они ходят часто. Здесь наиболее безопасно купаться, везде мелководье и большие волны очень редки, как и сильные течения. Поэтому по сравнению с другими пляжами, на Анивском взморье самая теплая и вместе с этим самая мутная вода, так как в залив впадают две крупнейшие реки Южного Сахалина — Сусуя и Лютога. Купальный сезон длится около 2 месяцев, во время которых температура воды достигает +16° +18°С. Различные фестивали, пати и ночной опен-эйр в дни всенародных праздников — давно стали визитной карточкой Анивы. В них принимают участие тысячи сахалинцев из всех концов области.
Дикарям можно отдыхать на морской береговой полосе южнее, ближе к Таранаю, где популярна любительская рыбалка и сбор моллюсков.